# Josephine Sticker
Josephine Sticker (n. 7 iulie 1894, Viena, Austro-Ungaria – d. 10 septembrie 1960) a fost o înotătoare ce a reprezentat Austria, medaliată olimpică. A participat la o ediție a Jocurilor Olimpice (1912) în care a câștigat o medalie de bronz.

## Participări
Lista de mai jos prezintă principalele competiții la care a participat Josephine Sticker de-a lungul carierei.
- swimming at the 1912 Summer Olympics – women's 4 × 100 metre freestyle relay[*]